# Hôtel Tammer
L'Hôtel Tammer (en finnois : Hotelli Tammer) est un bâtiment en bordure du Tammerkoski dans le quartier de Kyttälä à Tampere en Finlande.

## Description
Le bâtiment conçu par Bertel Strömmer est construit en 1929 à l'intersection de Satakunnankatu et de Rongankatu près des rapides Tammerkoski.
L'histoire de l'hôtel a commencé lors d'une réunion de la Société technique de Tampere, au cours de laquelle E. Graeffe a proposé de construire une maison pour la société. 
L'hôtel Tammer a été conçu par l'architecte de la ville Bertel Strömmer et représente le style classique nordique. Dès le début, l'objectif était de construire un hôtel qui résisterait aux comparaisons internationales et constituerait un nouveau point de repère pour Tampere. 
Le premier restaurateur de l'hôtel Tammer fut le franco-russe Alexander Adlivankin, qui apporta, entre autres, de l'argenterie et des lustres de France. Le chef venait du Japon et les serveurs de Suède. 
Cependant, l'année où l'hôtel Tammer fut achevé, celle le 150ème anniversaire de Tampere, fut tragique : le navire Kuru coula dans le Näsijärvi et les célébrations prévues par la ville furent annulées. En raison de la période de deuil, l'hôtel Tammer a été inauguré avec des dépenses très modestes. Les années de la Grande Dépression ont également mis à l'épreuve les débuts de l'hôtellerie, mais l'économie s'est redressée vers la fin des années 1930 et l'hôtel Tammer a retrouvé sa gloire.
L'hôtel a accueilli de nombreux hôtes connus comme Carl Gustaf Emil Mannerheim, Youri Gagarine ou Frans Eemil Sillanpää.
Le bâtiment est classé site protégé par la Direction des musées de Finlande.
De nos jours, il s'appelle commercialement « Radisson Blu Grand Hotel Tammer ».

## Galerie

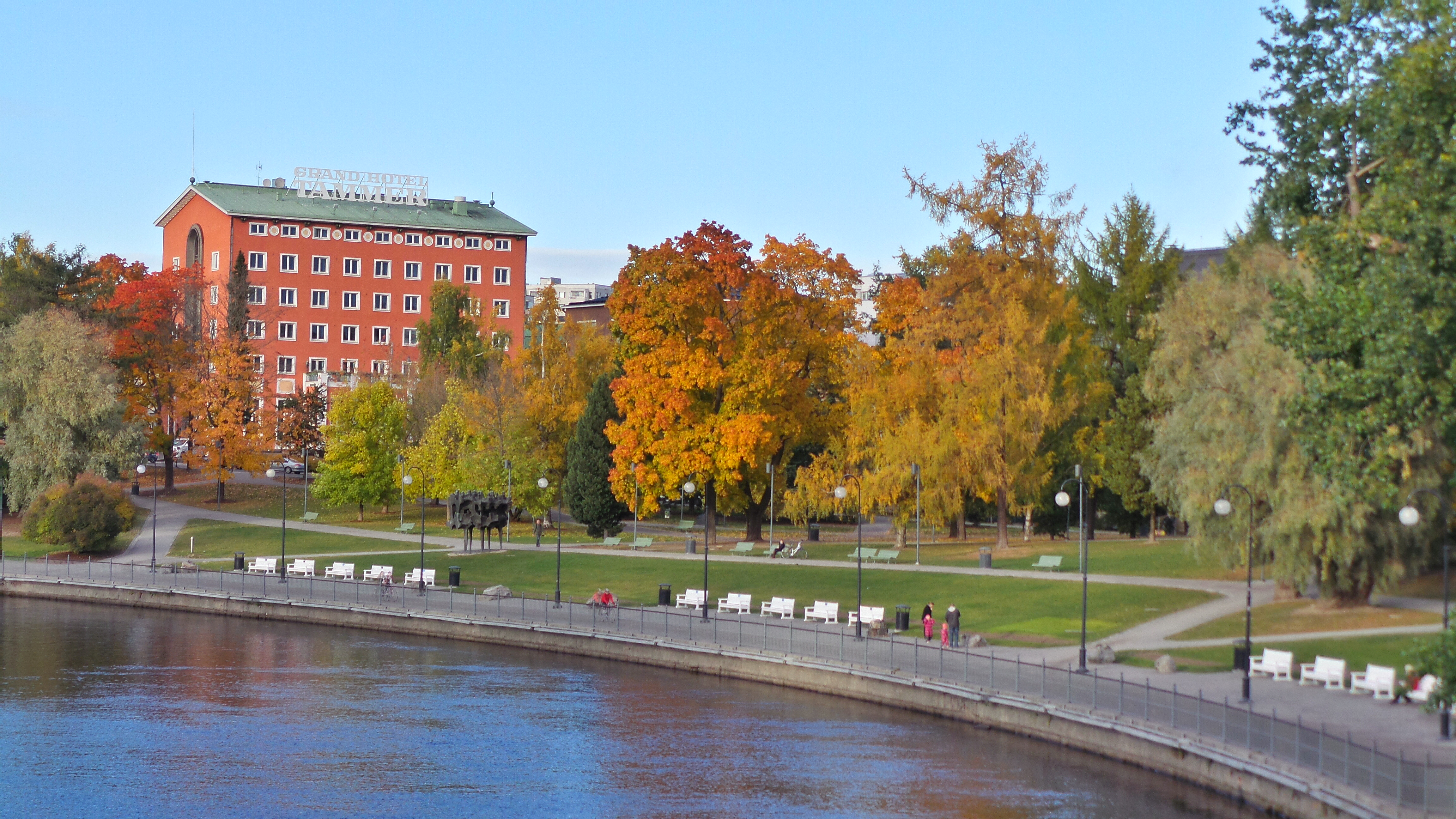
Hôtel Tammer et Koskipuisto.
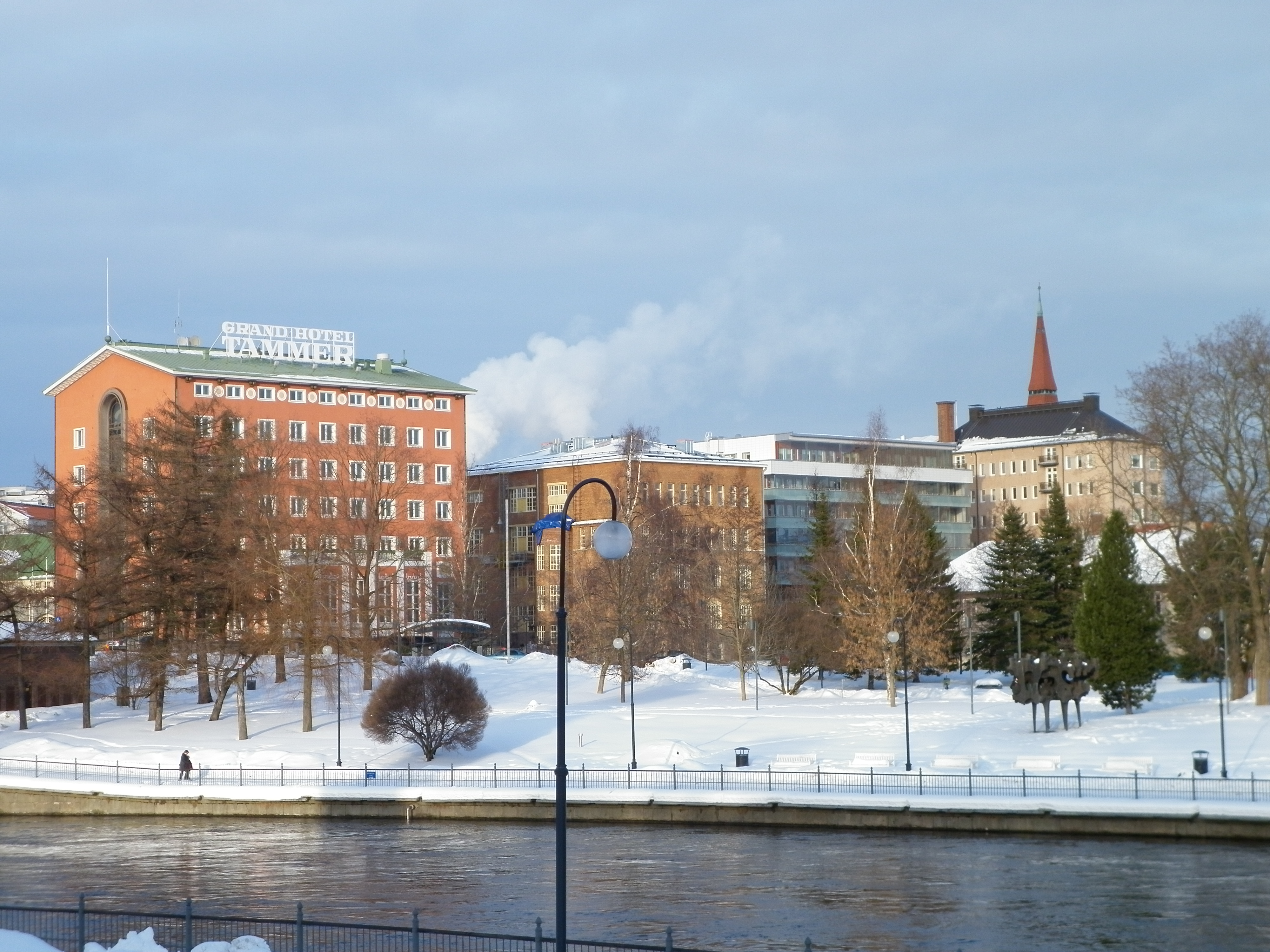
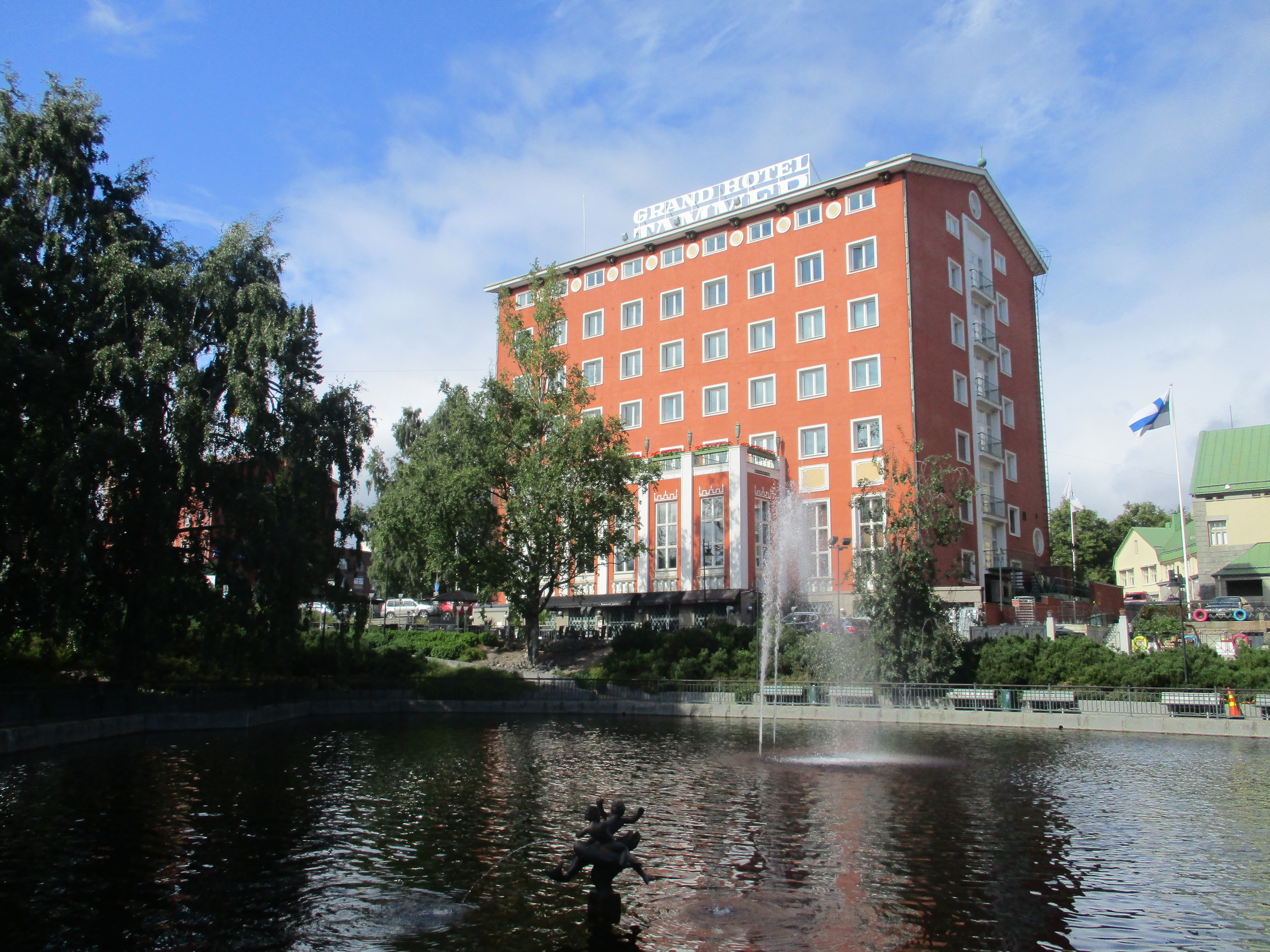
Hôtel Tammer et parc de Tammer.
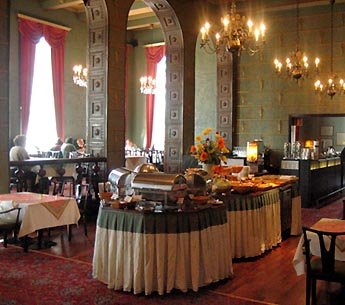
Salle de restauration.